# Aleksei Starobinski
Aleksei Starobinski   (Moscou, 19 d'abril de 1948 - Moscou, 21 de desembre de 2023) (rus: Алексе́й Алекса́ндрович Староби́нский) va ser un astrofísic i cosmòleg rus.

## Biografia
Starobinski fou deixeble de Iàkov Zeldóvitx. Es va graduar en 1972 i es va doctorar el 1975 a l'Institut Landau de Física Teòrica de l'Acadèmia de les Ciències de l'URSS, d'on és ara un dels investigadors principals. Del 1990 al 1997 va dirigir allà el Departament de Gravitació i Cosmologia. De 1999 a 2003 va ser sotsdirector de l'institut.
A principis de la dècada de 1970, Starobinski es va ocupar de la generació de partícules en cosmologia i la generació de partícules i la radiació dels forats negres amb rotació (1973-1974), un precursor de la radiació de Hawking. També va ser un pioner en la teoria de la inflació còsmica en la literatura científica russa el 1979. La fase d'inflació postula que la mida de l'univers creixia un quadrilió de vegades més ràpid que la velocitat de la llum.Starobinski va treballar en la inflació de Starobinski, una modificació a la relativitat general que intenta explicar la inflació. A la literatura estatunidenca i occidental sobre física, Alan Guth va ser considerat un pioner de la teoria durant el mateix període.
Starobinski fou investigador visitant el 1991 a l'École Normale Supérieure; el 2006, a l'Institut Henri Poincaré; el 1994 i el 2007, a l'Institut Yukawa de la Universitat de Kyoto; i, el 2000/2001, al Centre de Recerca de l'Univers Precoç de la Universitat de Tòquio.
Starobinski va ser membre de l'Acadèmia Russa de les Ciències. En 1996 rebé el Premi AA Friedmann de l'Acadèmia Russa de les Ciències. Va ser coeditor de JETP Letters d'ençà el 1991, de l'International Journal of Modern Physics D d'ençà el 1992, de Classical and Quantum Gravity del 1993 fins al 1996, i de General Relativity and Gravitation del 1989 fins al 1997.
El 2009, Starobinski i Viatxeslav Mukhànov van guanyar el Premi Tomalla, amb Starobinski citat per les seves contribucions a la teoria de la inflació cosmològica i específicament, pel càlcul de la radiació gravitatòria generada en la fase inflacionista de l'univers. El 2010 Starobinski va rebre la Medalla Oskar Klein. Starobinski i Mukhànov van rebre, el 2012, la Medalla Amaldi i, el 2013, el Premi Gruber de Cosmologia.
El 2014, Starobinski, juntament amb Alan Guth del Massachusetts Institute of Technology i Andrei Linde de la Universitat Stanford, van ser coreceptors del Premi Kavli, atorgat per l'Acadèmia Noruega de Ciències i Lletres. El 2019 va rebre, juntament amb Viatxeslav Mukhànov i Raixid Siuniàiev la Medalla Dirac, (ICTP).

## Contribució científica
Les seves contribucions científiques abasten les següents àrees: teoria clàssica i quàntica de la gravetat, cosmologia i astrofísica relativista.
Juntament amb Iàkov Zeldóvitx, va calcular el nombre de partícules i el valor mitjà del tensor energia-moment dels camps quàntics en un model cosmològic anisotròpic homogeni. Juntament amb ell, va demostrar a Stephen Hawking que, d'acord amb el principi d'incertesa de la mecànica quàntica, els forats negres rotatoris han de generar i emetre partícules.
Juntament amb Iuri Pariski i altres, va descobrir fluctuacions de temperatura en la radiació còsmica de fons.
Juntament amb Alan Guth i Andrei Linde, és el creador de la teoria de l'univers inflacionari. Els resultats més importants en aquesta àrea: el primer càlcul de l'espectre d'ones gravitacionals generat a l'etapa inflacionària, el primer model seqüencial de l'escenari d'inflació, el primer (simultàniament, però independentment de Hawking i Guth), càlcul quantitatiu correcte de l'espectre de pertorbació de la densitat, la teoria de la inflació estocàstica, la teoria de l'escalfament de la matèria en Univers després del final de l'etapa inflacionària, la teoria de la transició d'una descripció quàntica de les heterogeneïtats primàries a les clàssiques.
A principis de 2018, com a part d'un equip de coautors, va proposar una nova descripció de la constant cosmològica.